# بلوك أباد
بلوك أباد هي قرية في مقاطعة مراغة، إيران. عدد سكان هذه القرية هو 901 في سنة 2006.